# Jean Victor Marie Moreau
Jean Victor Marie Moreau (Morlaix, 14 febbraio 1763 – Laun, 2 settembre 1813) è stato un generale francese.
Fortemente ispirato dai valori della Repubblica, fu un militare dotato di immenso talento. Si distinse per i risultati raggiunti sia nella guerra della Prima coalizione, dove contribuì alla conquista francese delle Fiandre, sia nella guerra della Seconda coalizione, dove prima lottò in Italia contro il generale Suvorov e poi vinse la decisiva battaglia di Hohenlinden, portando il conflitto alla sua conclusione. Rivale politico di Bonaparte, fu coinvolto in una congiura realista da Jean-Charles Pichegru e da Georges Cadoudal, non denunciando il complotto: scoperto, venne condannato per aver mancato di informare le autorità e fu condannato all'esilio, che scontò negli Stati Uniti. Tornò in Europa solo nel 1813 per assistere le forze della Coalizione contro Bonaparte ma fu ferito gravemente nel corso della battaglia di Dresda, morendo pochi giorni dopo. Il suo nome è inciso sotto l'Arco di Trionfo di Parigi.

## Biografia

### Gli inizi

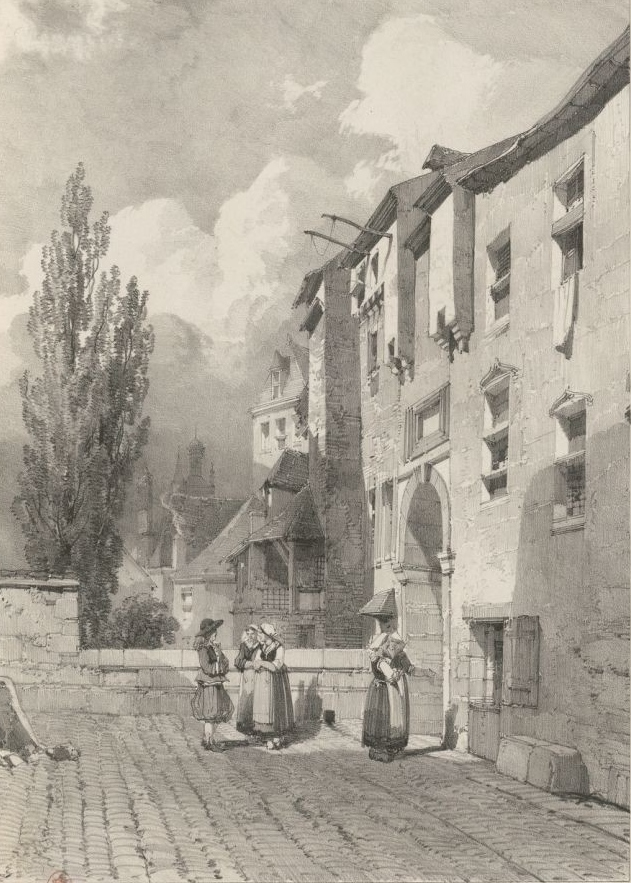
La casa natale del generale Moreau

Moreau nacque il 14 febbraio 1763 a Morlaix, una cittadina della Bretagna. Figlio di un avvocato di successo, il padre lo indirizzò fin da giovane alla carriera da avvocato, facendolo studiare all'Università di Rennes. Moreau, in realtà, non aveva la minima inclinazione verso lo studio della legge e non desiderava una carriera come quella del padre. Quindi, trascorse il suo periodo universitario godendosi le libertà che la vita da studente gli offriva. La sua vera passione era la vita militare: per un breve periodo si era arruolato in un reggimento di fanteria ma il padre lo aveva convinto ad abbandonare la carriera nell'esercito per favorire gli studi. Nel 1787, in seguito a una spontanea rivolta degli studenti di giurisprudenza contro una riforma dell'organizzazione giudiziaria bretone, egli organizzò e si mise a capo di un gruppo di volontari. Moreau, già preposto degli studenti, dimostrò per la prima volta le sua capacità di comando e la propria scaltrezza, evitando per mesi di essere arrestato, guadagnandosi l'appellativo di "Generale del Parlamento" per aver difeso il parlamento di Bretagna dal ministero.
Dopo lo scoppio della Rivoluzione nel 1789, formò una compagnia di cannonieri, all'interno della Guardia nazionale, e ne divenne capitano. Nel 1790 presiedette la confederazione della gioventù bretone e angioina. Quando il suo dipartimento creò un corpo di volontari da inviare verso i confini nazionali, fu nominato capobattaglione dei volontari di Ille-et-Vilaine e si avviò verso nord, raggiungendo l'armata del generale Dumouriez.

### La guerra della Prima coalizione

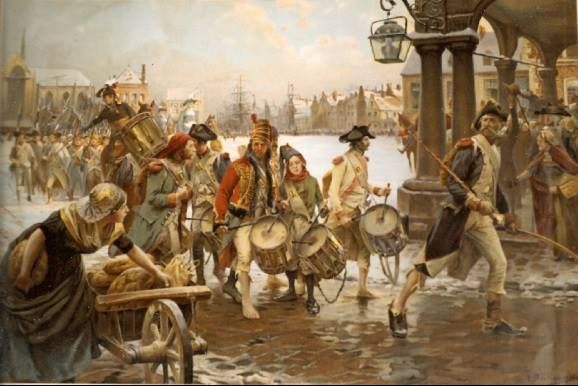
Paul-Émile Boutigny, L'armée de Pichegru fait son entrée à Amsterdam (en 1795), 1907

Il Comitato di salute pubblica, in particolare Carnot, si accorsero molto presto del talento del giovane ufficiale, favorendo la sua scalata nelle gerarchie dell'esercito. Dopo aver combattuto tra il 1792 e il 1793 nei Paesi Bassi austriaci, distinguendosi per la presa di Stevensweert ed anche nel corso della battaglia di Neerwinden, ottenne una provvisoria promozione a generale di brigata il 20 dicembre 1793, poi confermata il successivo 4 febbraio, dai rappresentanti del popolo Hens e Guillot. Dopo aver raggiunto il generale Pichegru, nuovo comandante dell'Armata del Nord, e aver preso comando della sua ala destra, prese parte agli scontri di Menen, venendo promosso a generale di divisione nell'aprile 1794. Fu però la battaglia di Tourcoing a garantire a Moreau la sua popolarità: in due giorni di scontri riuscì a guidare le truppe francesi in una brillante vittoria contro le forze dell'imperatore Francesco e del principe di Sassonia-Coburgo-Saalfeld. Proseguendo la sua campagna militare, Moreau trovò nuovi successi nella presa di Ypres, di Ostenda, di Bruges e di Nieuwpoort, e nell'assedio del forte dell'isola di Cadzand e del forte di Sluis. Durante la cattura di Nieuwpoort, diede prova di una profonda umanità: un decreto recentemente passato dalla Convenzione nazionale, comparava soldati hannoveriani ed inglesi al pari degli esuli francesi e ne obbligava l'esecuzione, con pena capitale in caso di disubbidienza. Il comandante francese si rifiutò di giustiziare i prigionieri, lasciando in vita oltre 2000 soldati hannoveriani, a rischio della propria vita. Probabilmente fu la caduta del Regime del Terrore a salvarlo dalla ghigliottina a differenza del padre, colpevole di essere nobile o amico di nobili. Quando nell'ottobre 1794 Pichegru dovette abbandonare momentaneamente la guida dell'Armata del Nord a causa di una malattia, fu Moreau a sostituirlo: alla sua prima esperienza da comandante d'armata, Moreau riuscì a catturare le città di Nimega, di Venlo e di Arnhem. Pichegru, al suo ritorno, si complimentò con il Direttorio, lodando le capacità di Moreau. Nei primi giorni del gennaio 1795, dopo aver iniziato l'occupazione dei Paesi Bassi nell'autunno precedente, le armate francesi erano penetrate in Olanda e gli inglesi, gli unici componenti della coalizione rimasti sul posto, erano in fuga. Moreau si prese una buona parte del merito dell'impresa compiuta. Due mesi dopo, nel marzo 1795, Pichegru fu messo al comando dell'Armata della Sambre-et-Meuse e il suo posto all'Armata del Nord, rimasto vacante, fu affidato a Moreau. Nel periodo trascorso nella neonata Repubblica Batava, Moreau contribuì a rafforzare e migliorare le difese del Paese.

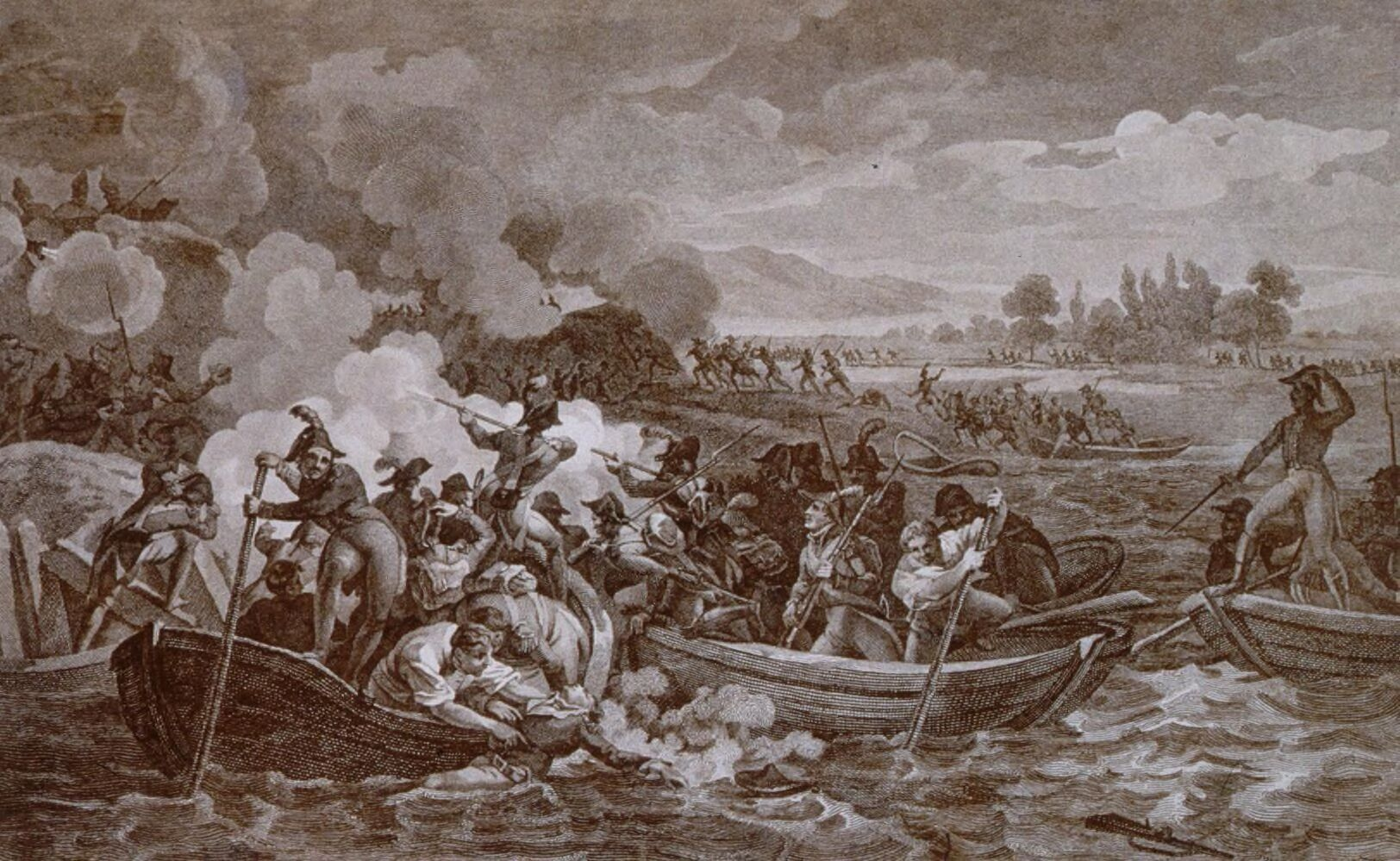
I soldati di Moreau attraversano il Reno a Kehl nel 1796

Un anno dopo, nel 1796, i destini di Pichegru e Moreau si incrociarono nuovamente: il comandante dell'Armata della Reno e della Mosella, giustamente sospettato di simpatie realiste, fu costretto a dimettersi dal comando della propria armata dal Direttorio, che appuntò come suo successore proprio il suo precedente braccio destro. Giunse sul luogo di comando ad aprile, prendendo il posto di Louis Desaix, nominato comandante ad interim in attesa dell'arrivo di Moreau. L'avversario che si trovò di fronte era l'arciduca Carlo d'Asburgo-Teschen, fratello dell'imperatore d'Austria e reputato un genio militare, visti il grande talento e le ottime capacità di comando dimostrate. Dopo un breve periodo dedicato alla pianificazione, aprì la propria campagna il 24 giugno 1796, attraversando il Reno tra Strasburgo e Kehl, occupando presto il forte della città tedesca. Dopo aver allargato la propria testa di ponte oltre al Reno, sconfisse uno dei luogotenenti dell'arciduca a Rastatt e quattro giorni dopo, a Ettlingen, i due eserciti finalmente si scontrarono: entrambi i comandanti trovarono successo contro l'ala destra nemica ma l'austriaco, temendo l'avanzata del generale Saint-Cyr, ritirò per primo le proprie forze, concedendo la vittoria a Moreau. Dopo la battaglia, gli austriaci si ritirarono sulla sponda sinistra del Danubio, lasciando campo ai francesi di muoversi liberamente nella Germania meridionale. Il nuovo scontro tra i due eserciti avvenne a Neresheim un mese più tardi: i francesi emersero nuovamente come i vincitori. Carlo si spostò più a nord, scegliendo di confrontarsi contro l'armata di Jourdan mentre i soldati di Moreau sconfiggevano gli austriaci e le forze del principe di Condè a Friedberg, entrando nel cuore della Baviera. Purtroppo, nello stesso momento in cui Moreau vinceva a Friedberg, l'arciduca Carlo trovò un importante successo ad Amberg, poi rapidamente seguito dalle vittorie di Würzburg e di Limburg: l'armata della Sambre-et-Meuse, sconfitta, dovette ripiegare sul Reno e Moreau, trovando il suo fianco completamente scoperto, dovette rinunciare ad avanzare verso l'Austria e ritirarsi ordinatamente verso la Francia. La condotta del generale francese nel corso della sua ritirata fu esemplare, portando l'esercito dalla Baviera sino al Württemberg pressoché intatto e vincendo nel frattempo uno scontro a Biberach. Solo nelle vicinanze del Reno fu sconfitto dagli austriaci a Emmendingen e a Schliengen, comunque non riportando gravi perdite. Tornato sul Reno ad ottobre, rimase per diversi mesi sulla difensiva, costretto a riorganizzare le proprie forze, a causa di una mancanza di fondi per riprendere la campagna, e quelle dell'Armata della Sambre-et-Meuse, che gli era stata affidata dopo le dimissioni di Jourdan. Riprese le operazioni sul Reno solo ad aprile ma venne rapidamente fermato dalla notizia di un armistizio: Napoleone aveva trionfato sugli austriaci ed era giunto a Leoben, a poche decine di chilometri da Vienna.
Fu in questo periodo che emersero i documenti della corrispondenza tra Pichegru ed il Principe di Condè per organizzare il ritorno dei Borbone. Moreau, del quale si faceva esplicitamente il nome in tali documenti e che era parzialmente a conoscenza dei fatti, non denunciò la cosa pubblicamente e venne richiamato dal Direttorio con urgenza. Richiamato a Parigi, Moreau ammise le proprie colpe, fu privato del proprio ruolo di comando ed in seguito inviato in Italia, dove svolse il ruolo di ispettore di fanteria per tutto il 1798 e l'inizio del 1799. Si trattava di un ruolo di secondo piano, decisamente al di sotto delle potenzialità di Moreau ed era sostanzialmente una misura punitiva nei suoi confronti.

### La guerra della Seconda coalizione

#### Il fronte italiano

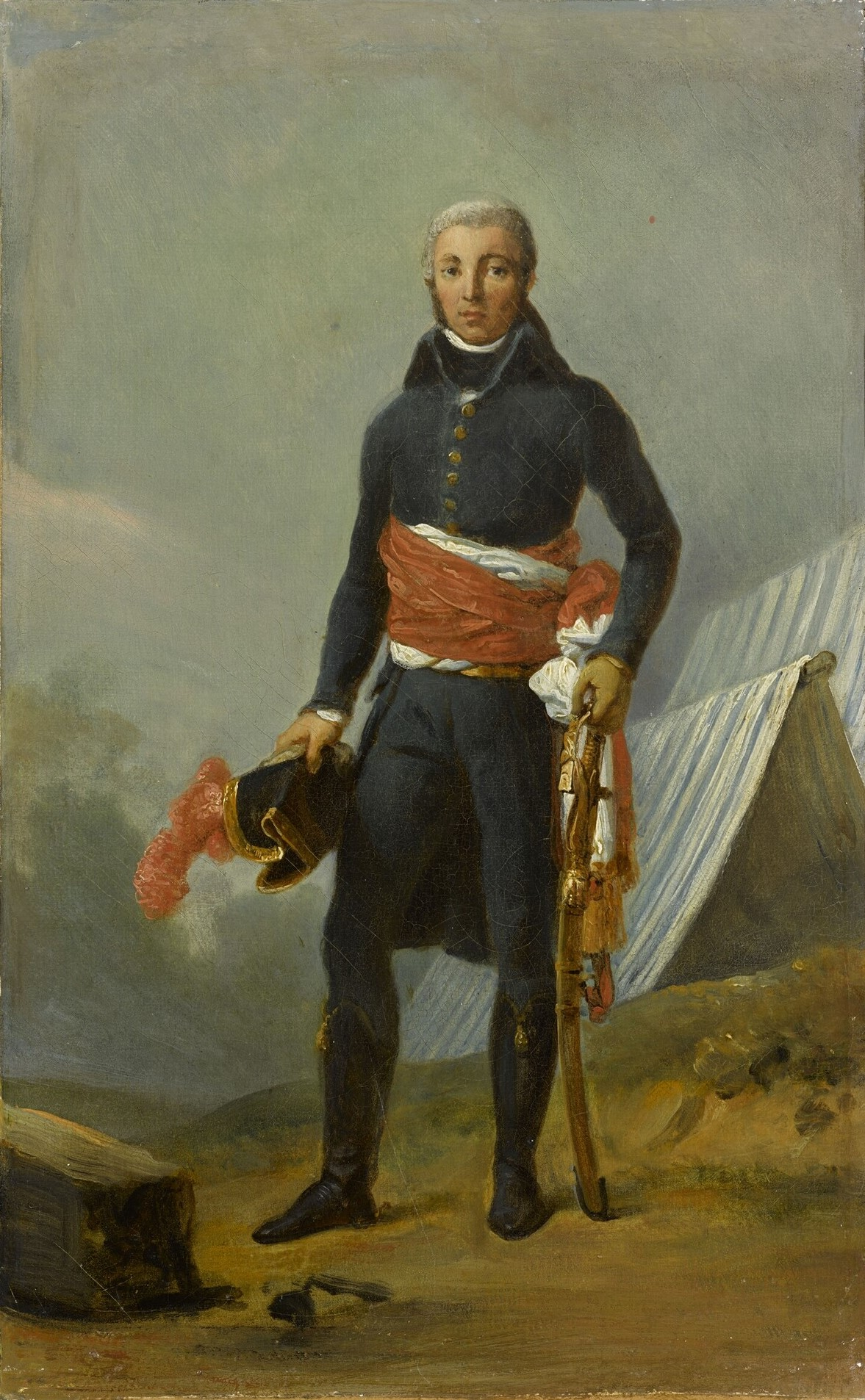
Il generale Moreau in un ritratto di François Gérard del 1797

Con lo scoppio della guerra nei primi mesi del 1799, Moreau si ritrovò a fungere da secondo in comando al generale Schérer, che aveva preso il comando dell'Armata d'Italia. L'esercito si trovava nei pressi del basso Adige, dove il confine con l'Austria era stato fissato dal trattato di Campoformio. Il compito dell'armata era scacciare gli austriaci da quella posizione e spingerli sul Brenta prima che le forze del generale russo Suvorov arrivassero a rinforzare le truppe sotto il comando di Kray. Una prima battaglia, svoltasi tra Legnago, Verona e Pastrengo, ebbe un esito incerto: le forze francesi furono respinte a Legnago, ottennero un risultato incerto dinnanzi a Verona ma trionfarono a Pastrengo, dove proprio Moreau aveva il comando di una divisione. Si presentò, a questo punto, una rara occasione per passare in vantaggio ed attaccare Verona, cardine delle difese austriache ma Schérer, titubante e troppo timoroso, non riuscì a coglierla. preferendo prendere tempo e riorganizzarsi, con gran delusione degli ufficiali di grado più alto, incluso Moreau. Il successivo attacco dei francesi fu effettuato due settimane dopo nei pressi di Magnano: Moreau, messosi al comando del corpo principale dell'attacco, dimostrò in più di un'occasione il suo talento, riuscendo più volte a portare i francesi in netto vantaggio. Le abilità del generale, tuttavia, non furono sufficienti: la determinazione degli austriaci ebbe la meglio e questi riuscirono a respingere le forze repubblicane, costringendole alla ritirata. Inizialmente rifugiatisi dietro al Mincio, i francesi si ritirarono ulteriormente dietro all'Adda dopo l'arrivo in forze di Suvorov, che prese immediatamente il comando delle forze alleate in Italia ed iniziò la propria campagna trionfale.
L'esercito, ben presto, dimostrò la propria insoddisfazione nei confronti di Schérer, le cui indecisioni avevano portato alla sconfitta la stessa armata che due anni prima aveva fatto incetta di vittorie sotto Bonaparte. Mentre gli austro-russo giungevano in Lombardia, i francesi cercavano una soluzione ai loro problemi interni: il 26 aprile, il generale Schérer rassegnò le proprie dimissioni da comandante dell'armata, affidando il comando al suo secondo, Moreau. Il nuovo comandante dell'armata non ebbe nemmeno il tempo di correggere gli errori commessi da Schérer, che aveva disposto troppo omogeneamente le forze francesi sul fiume, che gli austro-russi passarono all'offensiva: quello stesso giorno le forze di Suvorov avevano attaccato il generale Sérurier a Lecco ed il mattino successivo uno scontro molto più amplio stava prendendo luogo a Cassano d'Adda, dove il grosso dell'armata della Coalizione attraversò il fiume, costringendo i francesi alla ritirata e poi catturando l'intera divisione di Sérurier. Lo squilibrio tra le forze era troppo grande e Moreau, correttamente, decise di mantenersi sulla difensiva per il resto del conflitto. Si ritirò inizialmente dietro al Ticino, sconfiggendo un'avanguardia russa spintasi troppo in avanti a Bassignana. Pochi giorni più tardi, le sue truppe e quelle austro-russe di confrontarono a Marengo, in uno scontro piuttosto fortuito: inizialmente in vantaggio, i francesi dovettero poi ritirarsi in seguito all'arrivo dei rinforzi del generale Bagration. Invece di ritirarsi verso Torino per difendere la città ed i suoi ampi depositi, come prospettato da Suvorov, Moreau si diresse verso la Liguria, scegliendo di proteggere le proprie linee di comunicazione con la Francia e la fortezza di Cuneo. Nel frattempo, l'Armata di Napoli di Macdonald stava risalendo la penisola per unirsi a quella di Moreau e fronteggiare insieme l'esercito austro-russo: Moreau scese dai passi montani liguri verso la pianura, sconfiggendo gli uomini di Bellegarde a San Giuliano ma non riuscì a congiungersi con l'altro esercito francese, nel frattempo sconfitto da Suvorov sulla Trebbia. Quel che restò dell'armata francese di Macdonald fuggì verso la Liguria, unendosi al resto dell'Armata d'Italia, con Moreau come nuovo unico comandante.

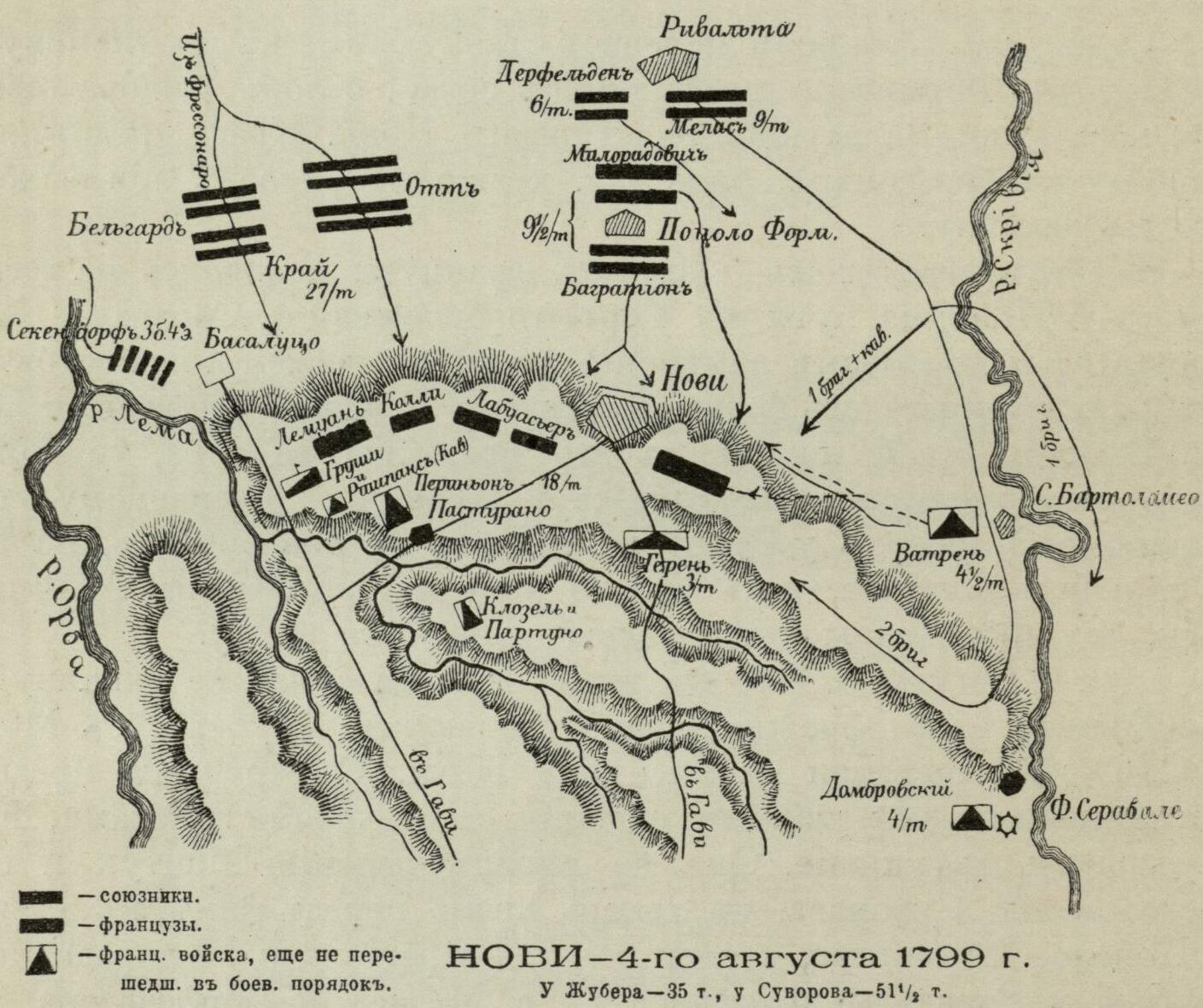
Schema della battaglia di Novi

Nel frattempo, il Direttorio, visti i risultati piuttosto deludenti delle armate francesi in Italia, si decise ad inviare dei rinforzi al fianco di un nuovo comandante. Il posto di Moreau fu quindi affidato al giovane e sprezzante generale Joubert, che aveva già comandato l'armata l'anno precedente ed aveva servito sotto Napoleone nella campagna del 1796. A Moreau era stato concesso un posto di comando nell'esercito francese sul Reno ma Joubert preferì tenerlo accanto a sé come consigliere: la linea prudente di Moreau non attecchì di fronte allo stile aggressivo di Joubert, che invece di mantenere le proprie posizioni ed attendere anche l'arrivo dell'Armata delle Alpi di Championnet, decise immediatamente di scendere verso le pianure piemontesi per confrontarsi con gli austro-russi. La battaglia che ne seguì si concluse nel modo peggiore possibile: Joubert cadde vittima di una pallottola nelle primissime fasi dello scontro e fu sostituito da Moreau, che riuscì a resistere per diverse ore, prima che von Melas aprisse una breccia nelle difese francesi e le posizioni dei repubblicani crollassero una dopo l'altra, con moltitudini di soldati caduti in battaglia o fatti prigionieri. Moreau rimase al comando dell'armata, i cui resti avevano per l'ennesima volta fatto ritorno sui passi montani tra Liguria e Piemonte, cercando di mantenere il possesso del forte di Tortona, ma fallendo nell'impresa. Nelle prime giornate di settembre l'armata di Championnet iniziò a farsi vedere nelle valli piemontesi e a dirigersi verso sud. I due generali congiunsero le proprie armate nei pressi di Cuneo, anche grazie alle manovre diversive di Grenier. Una volta completata l'unione, Championnet chiese a Moreau, seguendo le direttive del governo repubblicano, di ottenere il comando dell'esercito. Moreau accettò e abbandonò l'armata francese, facendo ritorno a Parigi, in attesa di una nuova collocazione.

#### Il 18 brumaio e la nuova campagna in Germania
(Frase rivolta da Moreau all'abate Sieyès per consigliare di affidare al generale Napoleone Bonaparte la guida del colpo di stato contro il Direttorio)

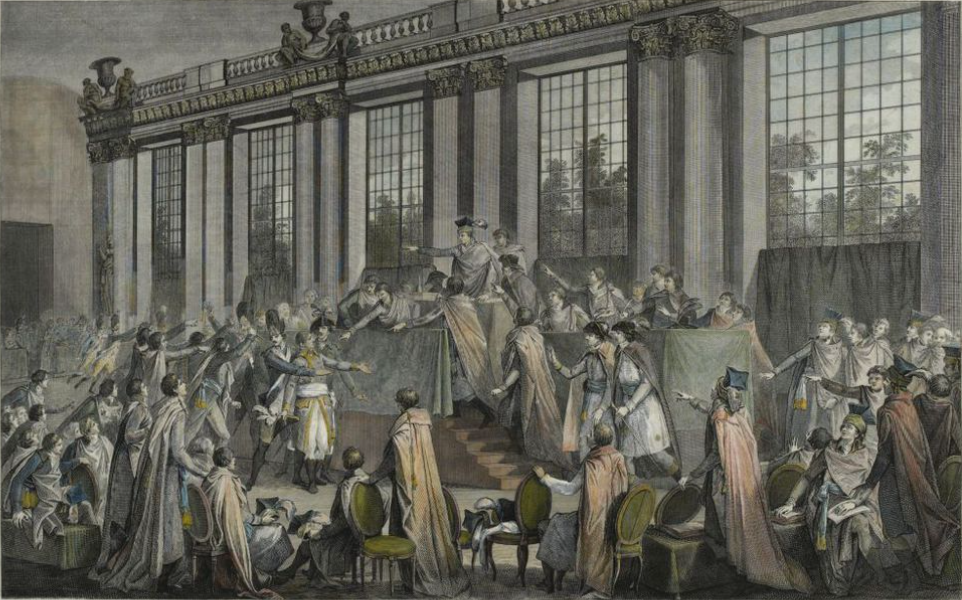
Napoleone nella Camera dei Cinquecento durante il colpo di Stato del 18 brumaio

Moreau giunse nella capitale francese il 9 ottobre. Il suo arrivo non era passato inosservato, soprattutto all'abate Sieyès. Il politico e membro del Direttorio stava progettando da tempo un colpo di Stato per rovesciare l'attuale governo repubblicano, giustamente ritenuto lento ed indeciso, ed aveva bisogno del supporto dell'esercito per attirare i consensi sul futuro regime ed anche per garantirsi un prezioso alleato nelle ore decisive del golpe. Soprattutto dopo la morte di Joubert, Moreau sembrava il candidato perfetto: aveva numerosi conti in sospeso con il Direttorio, che lo aveva privato più volte del comando delle sue armate; era ancora popolare tra le truppe, che ricordavano bene i suoi successi negli anni passati; era un fervente repubblicano, nonostante la vicenda Pichegru avesse intaccato la sua reputazione agli occhi della popolazione francese. Inoltra, il generale era una persona molto ambiziosa e la possibilità di governare la Francia era decisamente allettante. Ciò nonostante, Moreau rifiutò la proposta, indicando però a Sieyès un generale molto più adatto: Bonaparte, appena tornato dall'Egitto. I due generali, per quanto rivali, accettarono di collaborare, con Moreau deciso a dare pieno supporto al generale corso: accettò di prendere parte al colpo di Stato, durante il quale occupò con i suoi uomini il palazzo del Lussemburgo. Il successo dell'operazione gli portò numerosi vantaggi e Napoleone, riconoscente, non esitò a dimostrare la propria gratitudine: venne affidato lui il comando dell'Armata del Reno, dove sarebbero stati convogliati oltre 120000 soldati e che avrebbe giocato un ruolo fondamentale nella strategia di Bonaparte per porre fine al conflitto.

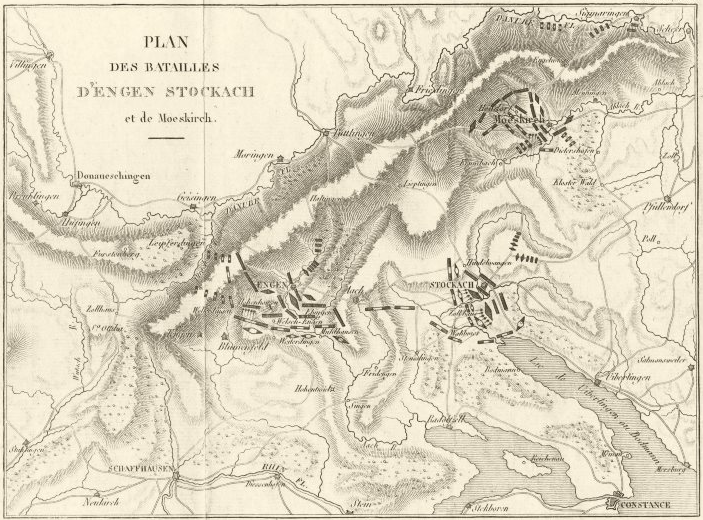
Schema delle battaglie di Stockach e di Messkirch

Napoleone aveva elaborato due possibili strategie per la campagna del 1800: unire la sua Armata di Riserva con le forze di Moreau e giungere a Vienna passando per la Germania o scendere in Italia e distruggere l'armata di von Melas. Per poter attuare il primo piano, tuttavia, Moreau avrebbe dovuto cedere il comando delle operazioni allo stesso Bonaparte e questo non sarebbe mai accaduto: dopo aver finalmente ricevuto il comando di un'armata, il generale non si sarebbe mai volontariamente fatto da parte per lasciare a Napoleone tutta la gloria dell'impresa. Compreso che la sua campagna sarebbe stata in Italia, Napoleone cercò di imporre a Moreau la strategia da adottare per terminare rapidamente la sua campagna in Germania, ma egli si dimostrò alquanto riluttante: Moreau aveva un atteggiamento cauto e prudente alla guida delle proprie truppe, in maniera opposta a Napoleone, più aggressivo ed audace nelle proprie manovre. Napoleone avrebbe preferito un attacco diretto e rapido a Stockach mentre Moreau avrebbe invece voluto effettuare prima una manovra diversiva. L'opposizione di Moreau frustrò Bonaparte ma, alla fine, il console si decise a dare carta bianca a Moreau, unico altro generale in Francia capace di condurre una campagna così impegnativa. L'esecuzione del piano di Moreau iniziò il 25 aprile, con i suoi primi reparti che attraversarono il Reno a Strasburgo: in meno di una settimana, tutto il suo esercito aveva già attraversato il fiume e si stava radunando dinnanzi a Stockach, pronto a tagliare le linee di comunicazione austriache. Il generale Kray, che aveva appena sostituito l'arciduca Carlo alla guida dell'esercito potè fare ben poco contro le forze repubblicane: fu sconfitto rapidamente a Stockach, a Messkirch e a Biberach dalle forze di Moreau, che avanzarono rapidamente nella Germania meridionale. Verso metà maggio, giunse una richiesta di Bonaparte, che voleva che 15000 uomini dell'esercito in Germania lo raggiungessero in Italia. Pur contrariato dalla richiesta, peraltro già effettuata anche prima dell'inizio della campagna, Moreau accettò, rallentando temporaneamente le operazioni sul fronte tedesco. Le operazioni sul fronte tedesco ripresero tra gli ultimi giorni di aprile ed i primi giorni di giugno, con le truppe austriache di nuovo in difficoltà nell'arrestare l'avanzata dell'Armata del Reno: l'esercito di Kray fu sconfitto il 5 giugno sul fiume Hiller, due settimane dopo ad Hochstadt ed infine il 27 giugno a Neuburg. Finalmente saputo della vittoria di Napoleone a Marengo e dell'armistizio di Alessandria, Moreau e Kray trovarono un accordo molto simile per cessare le ostilità. L'armistizio fu poi rinnovato ad Hohenlinden a settembre.

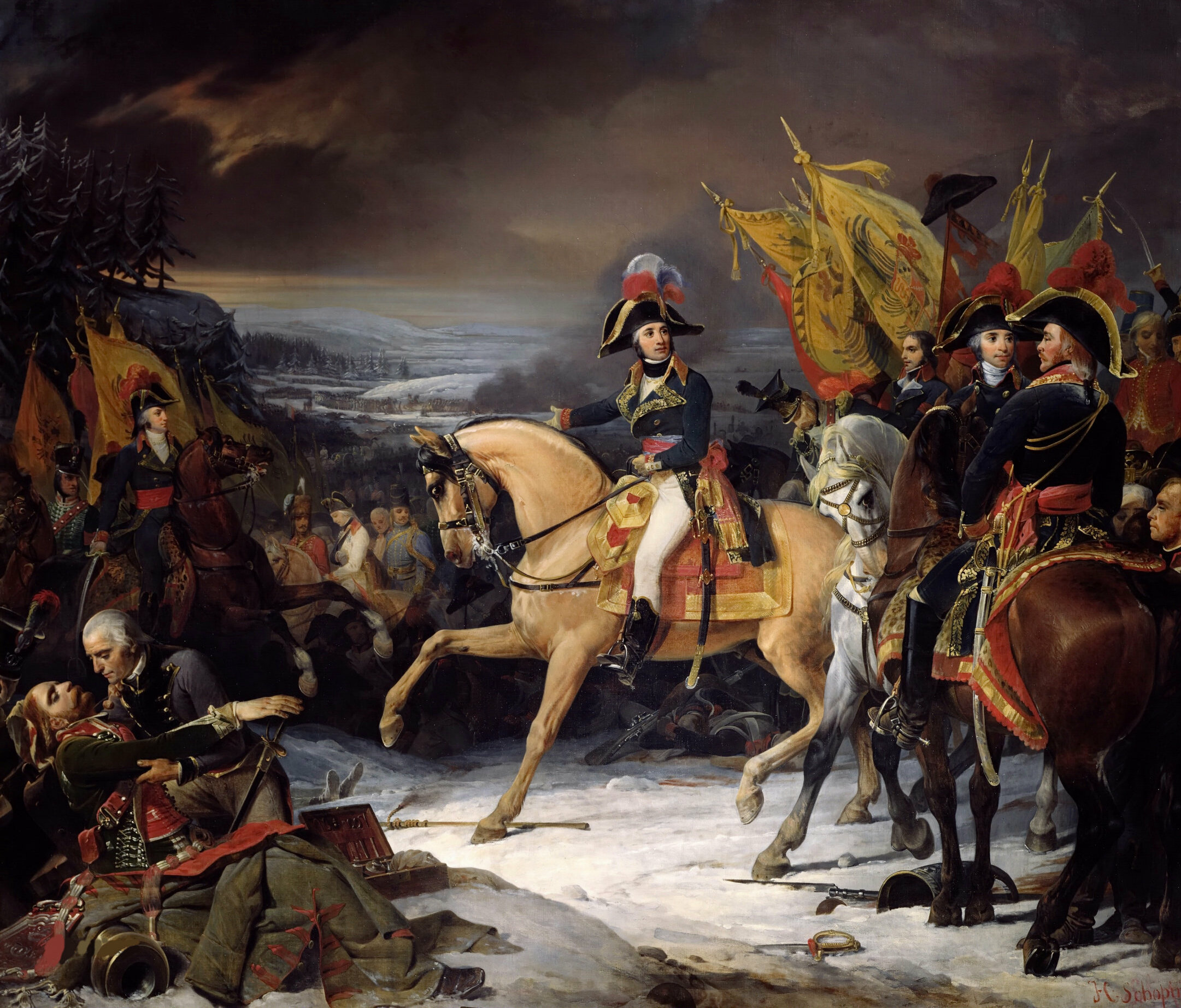
Moreau ad Hohenlinden

Dopo un periodo di tranquillità durato per circa sei mesi, le due parti, non avendo trovato un accordo soddisfacente, ripresero le ostilità. Kray, nel frattempo, era stato sostituito alla guida dell'esercito in Germania dal fratello dell'imperatore, l'arciduca Giovanni, che ancora giovane ed inesperto, era stato affiancato da altri due generali, con il compito di consigliarlo. Nei primi giorni di dicembre l'esercito austriaco si mosse contro le forze di Moreau: nonostante gli austriaci avessero subito molte più perdite ad Ampfing, i repubblicani furono costretti ad indietreggiare, concedendo la vittoria. Moreau colse l'occasione per riorganizzare le proprie forze e sconfiggere definitivamente l'esercito nemico. Il successivo 3 dicembre, in quello che è considerato il capolavoro di Moreau, i francesi trovarono una vittoria decisiva per le sorti della guerra ad Hohenlinden: posizionatisi a ridosso dell'omonimo villaggio, i francesi ingaggiarono le colonne austriache appena uscite da una fitta foresta, bloccando il loro passaggio, mentre alle loro spalle, una divisione comandata dai generali Richepanse e Decaen, che aveva aggirato la posizione degli asburgici passando da sud, li caricò, chiudendoli in una morsa. Le colonne del centro austriaco si disintegrarono in fretta mentre il resto dell'esercito si diede ad una caotica fuga. Nelle settimane successive, l'armata repubblicana inseguì ciò che rimaneva dell'esercito austriaco, vincendo numerosi scontri minori e avviandosi indisturbato verso la capitale dell'impero. Non potendo fare più nulla per fermare l'avanzata dei francesi, gli austriaci, al cui comando era tornato l'arciduca Carlo, chiesero un armistizio il 25 dicembre a Steyr: la guerra era finita e Moreau era il generale che aveva consegnato la vittoria finale.

### Ritiro, cospirazione e morte
(Napoleone Bonaparte a Sant'Elena)

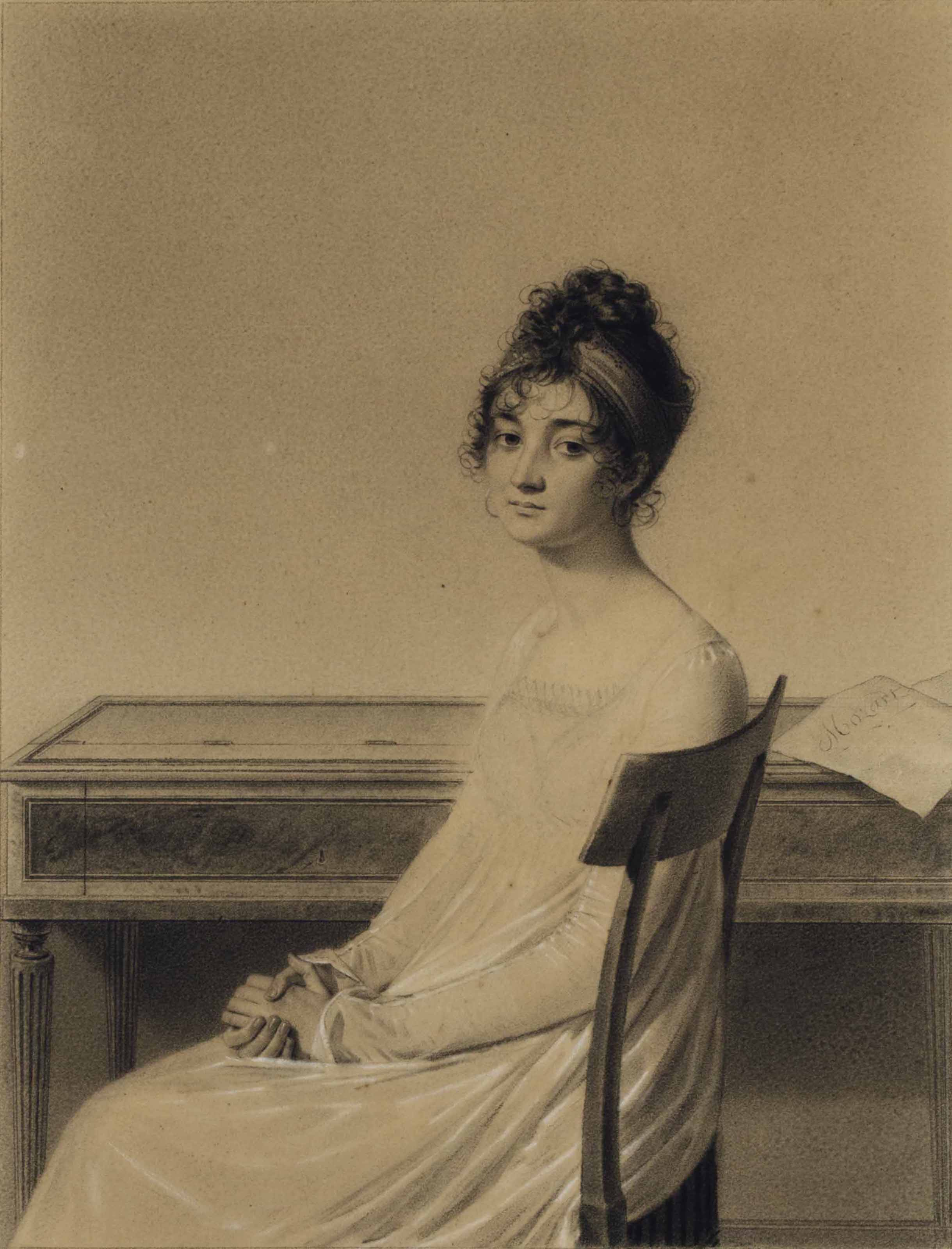
Ritratto della moglie di Moreau. Alla coppia sopravvisse una figlia.

Moreau fece ritorno a Parigi nel 1801, dove ricevette le congratulazioni da parte di Napoleone per l'impresa compiuta. Il console voleva legare Moreau alla sua famiglia, come aveva già fatto in precedenza con altri valenti generali, proponendo il matrimonio con una delle sue sorelle, Paolina, nota per la sua bellezza. Moreau, tuttavia, rifiutò la proposta: era evidente che, una volta cessata la guerra, i due ambiziosi generali non potessero convivere pacificamente. Moreau decise di ritirarsi a vita privata, nei possedimenti del castello di Grosbois, donato lui da Barras, godendosi la fama e le ricchezze che le sue campagne militari gli avevano fruttato. Si sposò con una donna creola, Eugénie Hulot d'Osery, proveniente da una famiglia rivale di quella di Giuseppina. Attorno a loro, nel corso degli anni, si andò a formare un circolo, detto il club Moreau, presso il quale andarono a raccogliersi tutti i principali personaggi scontentati dalla gestione politica della Francia da parte di Napoleone. Comunque, per quanto opposto a Bonaparte, rimase un convinto repubblicano e non auspicò mai il ritorno dei Borbone. Venne ammesso nella Legion d'Onore al momento della sua creazione ma la rifiutò, così come rifiutò il titolo di maresciallo di Francia in vita. Denigrò profondamente l'istituzione dell'onorificenza voluta da Napoleone, giungendo a dire che avrebbe nominato personalmente il suo cuoco come "cavaliere della casseruola d'onore".

Fu in questo periodo tra il 1803 ed il 1804, che Pichegru, suo vecchio compagno d'armi e fervente realista, si mise in contatto con Moreau. L'ex comandate dell'Armata del Nord, in combutta con i ribelli della Vandea e con il principe di Condé voleva rovesciare il governo di Bonaparte e riportare la monarchia in Francia. Moreau valutò la questione: Napoleone era visto come il principale salvatore della patria, dopo le sue due campagne in Italia, ma il nome di Moreau era tutt'altro che sconosciuto. Anzi, se l'attuale governo fosse caduto era molto probabile che il popolo francese si rivolgesse proprio a lui, il vincitore di Hohenlinden.  Ma l'idea di restaurare la monarchia era per lui inconcepibile. Decise, infine, di non prendere parte attiva alla cospirazione, pur non denunciandola apertamente. Georges Cadoudal, leader dei ribelli vandeani, e Pichegru si erano persino allontanati da Londra ed erano giunti a Parigi per tentare di convincere il generale francese, non trovando fortuna. Comunque, per merito della polizia, il complotto venne alla luce e tutti i personaggi coinvolti, o presunti tali, ricevettero una punizione esemplare: dopo essere stati imprigionati, Cadoudal e il duca d'Enghien vennero giustiziati mentre Pichegru fu trovato impiccato nella sua cella. Moreau fu processato nella prima metà 1804: l'esito del processo fu di innocenza a riguardo alla sua partecipazione al complotto ma di piena colpevolezza per la sua mancata denuncia. Su quest'ultimo verdetto, pare che pesasse l'influenza di Bonaparte stesso. Ad ogni modo, il Primo Console, decise di commutare la pena di Moreau dall'ergastolo all'esilio. Il generale partì per la Spagna e da lì si imbarcò, diretto in America. Nonostante le numerose offerte, si rifiutò di guidare l'esercito statunitense e di riprendere in mano la vita militare. Stabilitosi a Morrisville, in Pennsylvania nel 1806 , trascorse la maggior parte dei suoi anni in America tra pesca, caccia ed attività sociali. 

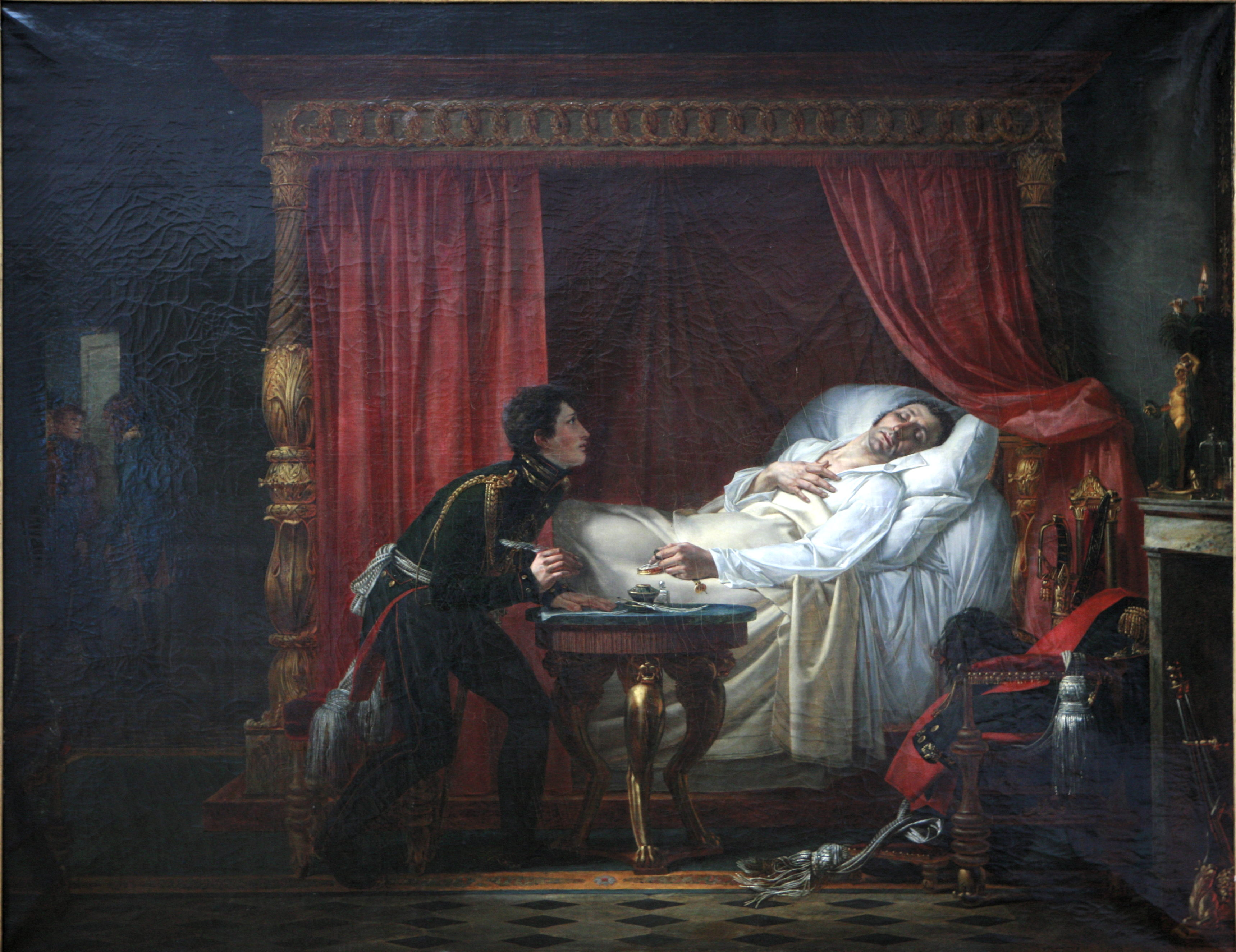
La morte del generale Moureau, dipinto di Auguste Couder.

Udito l'eco delle disastrose imprese di Bonaparte in Russia, Moreau fu raggiunto da Bernadotte, diventato nel frattempo principe di Svezia, e gli fu proposto di guidare l'esercito della Coalizione contro la Francia. Moreau, desideroso di prendersi una rivincita contro Bonaparte e speranzoso di vedere la repubblica tornare in Francia al posto dell'Impero, salpò per l'Europa, sbarcando a Göteborg il 24 luglio 1813. Spostatosi a Praga il 17 agosto, fu presentato, assieme a Jomini, all'imperatore di Russia Alessandro I, ad una conferenza tra le varie potenze della Coalizione. Comunque sia, i propositi dello zar per il generale ebbero vita breve: Moreau accompagnò l'imperatore a Dresda il 26 agosto, dov'era in corso una battaglia tra le truppe austro-russe e quelle francesi. Una palla di cannone lo colpì: frantumò il ginocchio destro, uccise il suo cavallo e ruppe la sua gamba sinistra. Trasportato urgentemente fuori dal campo di battaglia, fu operato e gli furono amputate entrambe le gambe. Tutto ciò risultò inutile: Moreau spirò nella notte tra il 1° ed il 2 settembre a Louny. Il suo corpo fu poi trasferito a San Pietroburgo e sepolto in una chiesa cattolica. Inoltre, lo zar riconobbe alla vedova una pensione.
Il generale si pentì di aver preso parte alla guerra contro la Francia negli ultimi giorni della sua vita, accettando il fatto di essere stato ferito mortalmente mentre combatteva contro la sua patria. Infatti, le sue ultime parole furono:
Nel 1821, ricevette il bastone da maresciallo di Francia da Luigi XVIII.